# Hydrocanthus gracilis
Hydrocanthus gracilis is een keversoort uit de familie diksprietwaterkevers (Noteridae). De wetenschappelijke naam van de soort werd in 1883 gepubliceerd door Hermann Julius Kolbe.